# Topiramat
Topiramat – organiczny związek chemiczny, lek przeciwdrgawkowy (przeciwpadaczkowy), w 2012 roku zatwierdzony przez amerykańską Agencję Żywności i Leków (FDA) do leczenia (w skojarzeniu z fenterminą) otyłości. Wcześniej lek był stosowany w tym celu poza wskazaniami rejestracyjnymi.
Specyfik ten został odkryty w 1979 roku przez Bruce’a E. Maryanoffa i Josepha F. Gardockiego podczas ich pracy badawczej w McNeil Pharmaceutical.

## Wskazania
Topiramat jest stosowany w leczeniu epilepsji u dzieci i dorosłych, początkowo stosowany był jako środek przeciwdrgawkowy. Jest wskazany do leczenia zespołu Lennoxa-Gastauta u dzieci (zaburzenie powodujące drgawki i opóźnienie rozwoju). FDA zatwierdziła go stosowania w celu zapobiegania migreny. Psychiatrzy używali topiramatu w leczeniu choroby afektywnej dwubiegunowej, choć dostępne wyniki badań nie potwierdzają możliwości jego zastosowania w każdej fazie tej choroby. Jedne z ostatnich badań (opublikowane w 2010 roku) wskazują na korzyści terapeutyczne w leczeniu objawów zaburzeń osobowości typu borderline. Autorzy badań wskazują, że wnioski te wysunięto na podstawie jednych randomizowanych badań i należy je powtórzyć, aby je potwierdzić. Autorzy nie badali długofalowych skutków stosowania leku w tej jednostce chorobowej.
Topiramat był stosowany z sukcesem w terapii alkoholizmu, uzależnienia od metamfetaminy i kokainy oraz otyłości i przyrostu wagi wywołanej neuroleptykami. Lek szeroko stosowany do leczenia migreny, w związku z wpływem na naczynia krwionośne mózgu. Jest stosowany w prewencji u pacjentów z atypową migreną. Rozszerza naczynia krwionośne mózgu, które były obkurczone w wyniku zwiększonego stężenia serotoniny. Stwierdzono wysoką efektywność leku u chorych na migrenę przy występowaniu nielicznych efektów ubocznych.
Lek jest w fazie badań klinicznych w kierunku zastosowania go w terapii zespołu stresu pourazowego (PTSD). Badania pilotażowe sugerują, że topiramat jest skutecznym lekiem przeciwdrgawkowym u noworodków. Inne badania wskazują na użycie topiramatu jako skutecznego leku w terapii prewencyjnej leukomalacji okołokomorowej u wcześniaków z hipoksją okołoporodową.
Ostatnie badania kliniczne wskazują, że topiramat może mieć właściwości stabilizujące nastrój.
Inne zastosowania topiramatu poza wskazaniami oraz doświadczalne to terapia drżenia samoistnego, bulimii, zaburzeń obsesyjno-kompulsyjnych, rzucania palenia, idiopatycznego nadciśnienia śródczaszkowego i klasterowego bólu głowy. Topiramat nie wykazuje działania przeciwbólowego w neuropatii cukrzycowej (jest to jedyny rodzaj neuropatii, w którym wykonano adekwatne badania tego leku).

## Objawy niepożądane
Wyniki IV fazy badań klinicznych sponsorowanych przez GlaxoSmithKline wskazują, że zaburzenia funkcji poznawczych mogą być częstsze w przypadku stosowania topiramatu niż lamotryginy.
Podział objawów niepożądanych ze względu na częstość występowania:
Działania niepożądane występujące bardzo często (częstość występowania >10%):
- zawroty głowy
- spadek masy ciała
- parestezje
- senność
- nudności
- biegunka
- zmęczenie
- przeziębienie
- depresja

Działania niepożądane występujące często (częstość występowania 1–10%):

- przyrost masy ciała
- niedokrwistość
- zaburzenia uwagi
- zaburzenia pamięci
- amnezja
- zaburzenia poznawcze
- upośledzenie umysłowe
- upośledzenie czynności psychomotorycznych
- drgawki
- zaburzenia koordynacji
- drżenie
- letarg
- niedoczulica
- oczopląs
- zaburzenia smaku
- dyzartria
- drżenie zamiarowe
- uspokojenie
- niewyraźne widzenie
- podwójne widzenie
- zaburzenia wzroku
- zawroty głowy typu vertigo
- szum w uszach
- ból uszu
- duszność
- krwawienie z nosa
- przekrwienie nosa
- wodnisty wyciek z nosa
- wymioty
- zaparcia
- bóle w nadbrzuszu
- niestrawność
- bóle brzucha
- suchość w ustach
- dolegliwości żołądkowe
- parestezje ust
- zapalenie błony śluzowej żołądka
- dyskomfort w jamie brzusznej
- kamica nerkowa
- uczucie ciągłego parcia na mocz
- bolesne oddawanie moczu
- łysienie
- wysypka
- świąd
- bóle stawowe
- skurcze mięśni
- osłabienie mięśni
- ból mięśniowo-kostny klatki piersiowej
- anoreksja
- zmniejszenie łaknienia
- gorączka
- osłabienie
- drażliwość
- zaburzenia chodu
- złe samopoczucie
- nadwrażliwość
- spowolnienie intelektualne (bradyfrenia)
- bezsenność
- zaburzenia ekspresji językowej
- niepokój
- stan splątania
- dezorientacja
- agresja
- zmiana nastroju
- pobudzenie
- wahania nastroju
- gniew
- niewłaściwe zachowanie

Działania niepożądane występujące niezbyt często (częstość występowania 0.1–1%):

- obecność kryształów w moczu
- nieprawidłowości w teście chodu tandemowego
- zmniejszenie liczby białych krwinek krwi
- bradykardia
- bradykardia zatokowa
- palpitacje
- leukopenia
- trombocytopenia
- limfadenopatia
- eozynofilia
- obniżony poziom świadomości
- drgawki typu grand mal
- zaburzenia pola widzenia
- napady padaczkowe częściowo złożone
- zaburzenia mowy
- nadpobudliwość psychomotoryczna
- omdlenia, zaburzenia czucia
- ślinotok
- nadmierna senność
- afazja
- mowa powtarzalna
- hipokineza
- dyskineza
- zawroty głowy przy zmianie pozycji
- niedostateczna jakość snu
- uczucie pieczenia
- omamy węchowe
- zespół móżdżkowy
- zaburzenia czucia
- słabsze odczuwanie smaku
- stupor
- niezręczność
- zniesienie odczuwania smaku
- dysgrafia
- neuropatia obwodowa
- stany przedomdleniowe
- dystonia
- mrowienie
- zmniejszona ostrość widzenia
- mroczki
- krótkowzroczność
- dyskomfort w oczach
- suchość oczu
- światowstręt
- kurcz powiek
- nasilone łzawienie
- błyski
- rozszerzenie źrenic
- starczowzroczność
- głuchota (jedno- lub obustronna)
- głuchota neurosensoryczna
- odczuwanie dyskomfortu w uszach
- zaburzenia słuchu
- duszność wysiłkowa
- nadprodukcja śluzu w zatokach przynosowych
- chrypka
- zapalenie trzustki
- wzdęcia
- choroba refluksowa przełyku
- bóle podbrzusza
- niedoczulica jamy ustnej
- krwawienie z dziąseł
- dyskomfort w nadbrzuszu
- tkliwość brzucha
- nadprodukcja śliny
- ból jamy ustnej
- nieświeży oddech
- zespół piekących ust
- kamienie moczowe
- nietrzymanie moczu
- krwiomocz
- parcie na mocz
- kolka nerkowa
- ból nerek
- anhydroza
- niedoczulica twarzy
- pokrzywka
- rumień
- świąd uogólniony
- wysypka plamista
- przebarwienia skóry
- alergiczne zapalenie skóry
- obrzęk twarzy
- obrzęk stawów
- sztywność mięśniowo-kostna
- ból w okolicy lędźwiowej
- zmęczenie mięśni
- kwasica metaboliczna
- hipokaliemia
- zwiększone łaknienie
- polidypsja
- hipotensja
- hipotonia ortostatyczna
- uderzenia gorąca
- hipertermia
- pragnienie
- ospałość
- odczucie zimna
- uczucie nietrzeźwości
- uczucie roztrzęsienia
- trudności w nauce
- zaburzenia erekcji
- zaburzenia seksualne
- myśli samobójcze
- próby samobójcze
- halucynacje
- zaburzenia psychotyczne
- apatia
- aura
- niezdolność do mowy spontanicznej
- zaburzenia snu
- chwiejność emocjonalna
- zmniejszenie lub utrata libido
- niepokój
- płaczliwość
- jąkanie
- stany euforyczne
- zaburzenia urojeniowe
- perseweracja
- ataki paniki
- zaburzenia czytania
- bezsenność początkowa
- bezsenność środkowonocna
- zaburzenia procesów myślowych
- niezdolność do skupienia uwagi
- budzenie się wcześnie rano
- podwyższony nastrój
- objawy grypopodobne

Działania niepożądane występujące rzadko (częstość występowania 0,01–0,1%):

- obniżone stężenie dwuwęglanów we krwi
- neutropenia
- apraksja
- zaburzenia dobowego rytmu snu
- przeczulica
- osłabienie lub utrata węchu
- drżenie samoistne
- akineza
- brak reakcji na bodźce
- ślepota przemijająca
- ślepota jednostronna
- ślepota nocna
- niedowidzenie
- jaskra
- zaburzenia akomodacji
- zaburzenia postrzegania głębi
- migające mroczki
- obrzęk powieki
- kamienie moczowodowe
- kwasica kanalikowa
- rumień wielopostaciowy
- nieprawidłowy zapach skóry
- obrzęk wokół oczodołu
- pokrzywka miejscowa
- dyskomfort kończyn
- kwasica hiperchloremiczna
- zjawisko Raynauda
- zwapnienia
- mania
- anorgazmia
- lęk napadowy
- zaburzenia podniecenia seksualnego
- uczucie rozpaczy
- nieprawidłowy orgazm
- hipomania
- zmniejszone odczuwanie orgazmu

Działania niepożądane występujące z nieznaną częstością:
- jaskra zamkniętego kąta
- zwyrodnienie plamki żółtej
- zaburzenia ruchu gałek ocznych
- toksyczna martwica naskórka
- obrzęk alergiczny
- obrzęk spojówek

Inhibicja anhydrazy węglanowej rzadko może być wystarczająco silna, aby wywołać kwasicę metaboliczną znaczącą klinicznie.
FDA powiadomiła lekarzy, że topiramat może spowodować ostrą krótkowzroczność i jaskrę wtórną zamkniętego kąta w małej podgrupie pacjentów regularnie przyjmujących topiramat. Objawami niepożądanymi, które zazwyczaj rozpoczynają się w pierwszym miesiącu stosowania są niewyraźne widzenie oraz ból oczu. Zaprzestanie stosowania topiramatu może zatrzymać progresję uszkodzenia oczu oraz cofnąć zaburzenia widzenia.
Topiramat jest związany ze istotnym statystycznie zwiększeniem liczby samobójstw oraz „myśli lub czynności samobójczych”, które są opisywane jako jeden z możliwych efektów ubocznych stosowania leku „u bardzo małej liczby osób, około 1 na 500”.

### Stosowanie w ciąży i podczas karmienia piersią
Wstępne badania sugerują, że podobnie jak w przypadku kilku innych leków przeciwpadaczkowych, topiramat powoduje zwiększone ryzyko wad wrodzonych. Fakt ten może mieć szczególne znaczenie dla kobiet stosujących topiramat w prewencji migreny. W marcu 2011 roku FDA przekazało informację pracownikom służby zdrowia i pacjentom o zmianie kategorii leku na D w związku ze zwiększonym ryzykiem rozwoju rozszczepu wargi i/lub rozszczepu podniebienia (rozszczepów jamy ustnej) u dzieci kobiet przyjmujących Topamax (topiramat) w trakcie ciąży.
Nie stosować leku w okresie karmienia piersią. Kobiety w wieku rozrodczym leczone topiramatem powinny stosować skuteczne metody antykoncepcji.

### Wpływ na prowadzenie pojazdów
Lek może upośledzać zdolność do prowadzenia pojazdów mechanicznych i obsługi maszyn mechanicznych.

### Interakcje
Topiramat wywołuje wiele interakcji typu lek-lek. Najczęstsze zostały przedstawione poniżej:
- Topiramat hamuje anhydrazę węglanową. Jego stosowanie wraz z innymi inhibitorami anhydrazy węglanowej (np. acetazolamidem) zwiększa ryzyko powstawania kamieni nerkowych.
- Induktory enzymów (np. karbamazepina) mogą zwiększać eliminację topiramatu, należy rozważyć ewentualną możliwość zwiększenia dawki topiramatu.
- Topiramat może zwiększać stężenie fenytoiny w osoczu.
- Topiramat sam w sobie jest słabym inhibitorem CYP2C19 i indukuje CYP3A4; w czasie terapii topiramatem zaobserwowano zmniejszenie stężenia estrogenu i digoksyny w osoczu. Może to redukować skuteczność doustnych środków antykoncepcyjnych (tabletek); rekomendowane jest stosowanie innych metod antykoncepcyjnych[38]. Nie wykazano wpływu topiramatu na wkładki domaciczne (spirale) czy hormonalne zastrzyki domięśniowe (Depo-Provera)[38].
- Alkohol może powodować zwiększoną sedację i senność oraz zwiększone ryzyko wystąpienia drgawek.
- Warunki lub terapie, które predysponują do rozwoju kwasicy metabolicznej, mogą być addytywne do efektu obniżenia stężenia wodorowęglanów przez topiramat[39].
- W badaniach po wprowadzeniu do obrotu na rynek topiramatu zostały opisane objawy niepożądane w postaci anhydrozy i hipertermii; leki antymuskarynowe (takie jak trospium) mogą nasilać te zaburzenia.

### Przedawkowanie
Przedawkowanie występuje rzadko. W większości przypadków wystąpiły tylko efekty minimalne lub umiarkowane przedawkowania. Opisane zostały również przypadki śmiertelne, jednakże były one wynikiem zatrucia wieloma lekami.
Objawami przedawkowania są:
- agitacja
- depresja
- zaburzenia mowy
- niewyraźne widzenie, podwójne widzenie
- utrudnione myślenie
- utrata koordynacji
- niezdolność do odpowiedzi na bodźce z zewnątrz
- utrata przytomności
- splątanie i śpiączka
- omdlenie
- niestrawność i bóle brzucha
- utrata łaknienia i wymioty
- skrócony oddech (szybkie, płytkie oddychanie)
- kołatanie lub nieregularne bicie serca
- słabość mięśni
- bóle kości
- drgawki

Objawy nie ograniczają się wyłącznie do wyżej wymienionych.
Nie istnieje swoiste antidotum. Stosuje się wyłącznie leczenie objawowe.

### Wykrywanie w płynach ustrojowych
Stężenie topiramatu we krwi, surowicy lub osoczu może być oznaczone przy użyciu testów immunologicznych lub metodami chromatograficznymi w celu monitorowania leczenia, potwierdzenia zatrucia u osób hospitalizowanych, jak również w medycynie sądowej. Stężenia w osoczu są zazwyczaj niższe niż 10 mg/L podczas podawania terapeutycznego, ale mogą osiągać stężenia w zakresie 10–150 mg/L u ofiar przedawkowania leku.

### Ostrzeżenia
Ludzie przyjmujący topiramat powinni wystrzegać się następujących czynników ryzyka:
- Należy unikać czynności wymagających skupienia uwagi i koordynacji do momentu poznania wpływu leku na organizm pacjenta.
- Topiramat może zaburzać regulację cieplną organizmu[35], szczególnie u dzieci. Zachować szczególną ostrożność przy stosowaniu podczas czynności powodujących zwiększenie temperatury ciała, takich jak duży wysiłek, ekspozycja na bardzo wysoką temperaturę lub odwodnienie.
- Topiramat może powodować zaburzenia pola widzenia[43].
- Topiramat może zmniejszać skuteczność doustnych leków antykoncepcyjnych zawierających estrogen.
- Przyjmowanie topiramatu w pierwszym trymestrze ciąży może zwiększać ryzyko rozszczepu wargi/rozszczepu podniebienia u płodu[37].
- Nie należy nagle przerywać stosowania topiramatu, ponieważ może to spowodować zwiększoną częstość napadów[44].
- Unikać wiesiołka (zmniejsza próg napadów)[45].

## Farmakologia
Chemicznie, topiramat jest monosacharydem z podstawnikiem sulfaminianowym związanym z fruktozą. Jest to dość niezwykła struktura chemiczna dla leku przeciwdrgawkowego.
Topiramat jest szybko wchłaniany po zażyciu doustnym. Większość leku (70%) jest wydalana z moczem w postaci niezmienionej. Pozostała część jest w znacznym stopniu zmetabolizowana w wyniku hydroksylacji, hydrolizy i glukuronidacji. W ludzkim organizmie zidentyfikowano sześć metabolitów topiramatu, z których żaden nie stanowi więcej niż 5% podanej dawki.
Dokładny mechanizm działania jest nieznany, ale cztery właściwości odpowiadają za skuteczność przeciwpadaczkową i przeciwmigrenową topiramatu tj. blokowanie kanałów sodowych zależnych od napięcia, zwiększenie aktywności kwasu gamma-aminomasłowego na niektóre podtypy receptorów GABA-A, antagonizm działania kwasu kainowego w zakresie pobudzania działania kwasu glutaminowego w obrębie receptora AMPA (kwas α-amino-3-hydroksy-5-metyloizoksazolo-4-propionowy)/kwas kainowy oraz hamowanie anhydrazy węglanowej, szczególnie izoenzymu II i IV.
Możliwe jest jego wykorzystanie jako stabilizatora nastroju w dawkach niższych niż w przypadku terapii przeciwdrgawkowej. Topiramat hamuje maksymalny elektrowstrząs i napady wywołane przez pentylenotetrazol, jak również częściowe i wtórne uogólnione napady toniczno-kloniczne w procesie kindlingu. Prawdopodobnym mechanizmem działania jest jego wpływ na pory błony mitochondrialnej (wpływ przepuszczalność błony).
Wiele leków przeciwdrgawkowych wywołuje apoptozę u młodych zwierząt. Badania na zwierzętach przy zastosowaniu topiramatu wskazują, że jest on jedynym lekiem przeciwdrgawkowym niepowodującym apoptozy u młodych zwierząt w dawkach niezbędnych do wywołania efektu przeciwdrgawkowego.

## Preparaty dostępne w Polsce
- Epiramat
- Epitoram
- Etopro
- Oritop
- Symtopiram
- Topamax
- Topigen
- Topiramat Bluefish
- Topiramat Pfizer
- Topiran
- Toramat